# Сирано. Успеть до премьеры
«Сирано. Успеть до премьеры» (фр. Edmond) — кинофильм режиссёра Алексиса Михалика, вышедший на экраны в 2018 году. Экранизация пьесы Михалика «Эдмон», посвящённой созданию классической драмы Эдмона Ростана «Сирано де Бержерак». Лента удостоилась двух номинаций на премию «Сезар» — за лучший дизайн костюмов и за лучшую работу художника-постановщика.

## Сюжет
Декабрь 1897 года. Молодой парижский поэт Эдмон Ростан после провала своей последней пьесы в стихах прозябает в бедности и безвестности, с трудом обеспечивая существование жены и двух маленьких детей. Однажды на пороге его дома появляется знаменитый актёр Констан Коклен, который хочет до конца года поставить новый спектакль и рассчитаться с кредиторами. Эдмон не может упустить такой шанс, несмотря на то, что пьеса ещё даже не написана. Поиски подходящего романтического героя в прошлом приводят его к имени Сирано де Бержерака, о котором он и решает писать, а любовная история его друга Лео вдохновляет его на основную сюжетную линию...

## В ролях
- Тома Соливерес — Эдмон Ростан
- Оливье Гурме — Бенуа-Констан Коклен
- Матильда Сенье — Мария Лего
- Том Лееб — Лео Вольни
- Люси Бужена — Жанна д'Альси
- Алис де Ленкесен — Розамунда Жерар
- Клементина Селари — Сара Бернар
- Игорь Готесман — Жан Коклен
- Доминик Пинон — Люсьен
- Симон Абкарян — Анж Флури
- Марк Андреони — Марсель Флури
- Жан-Мишель Марсьяль — месье Оноре
- Алексис Михалик — Жорж Фейдо
- Бенжамен Беллекур — Жорж Куртелин
- Николя Бриансон — Жюль Кларети
- Бландин Беллавуар — Сюзон
- Миша Леско — Антон Чехов